# گمینا پژتوچنا
گمینا پژتوچنا (به لهستانی:  Gmina Przytoczna) یک گمینا در لهستان است که در شهرستان مینزژچ واقع شده‌است. گمینا پژتوچنا ۱۸۴٫۵ کیلومتر مربع مساحت و ۵٬۶۷۶ نفر جمعیت دارد.